# Франческо Феручио (броненосен крайцер)
„Франческо Феручио“ (на италиански: Francesco Ferruccio) е броненосен крайцер от типа „Джузепе Гарибалди“ на Реджия Марина от началото на 20 век.